# Gudenå
Gudenå ali Gudenåen (izgovorjava [ˈkuˀðn̩ˌɔˀn̩]) je najdaljša reka na Danskem in teče skozi osrednje dele Jutlandskega polotoka. Gudenå izvira na 65 m nadmorske višine v gozdu Tinnet Krat med Tørringom in Thyregodom in se izliva v fjord Randers vzhodno od Randersa.

## Potek
Gudenåen izvira v Tinnet Kratu v občini Vejle (med Nørre Snede in Tørring-Uldum) in teče skupno 149 kilometrov do fjorda Randers v Randersu na severnem toku, ki ga vodi skozi osrednje dele Jutlandije. Na svoji poti reka prečka razmeroma visoko ležečo regijo Søhøjlandet skozi jezera Naldal Sø, Vestbirk Sø, Mossø, Gudensø, Rye Mølle Sø, Birksø, Julsø, Borre Sø, Brassø, Silkeborg Langsø in Sminge Sø preden se izlije v fjordu Randers; dolg zaliv Kattegatskega morja. Napajajo jo številni potoki in mokrišča ob poti.
Gudenåen je nastala pred približno 15.000 leti, ob koncu zadnje ledene dobe, ko so taleči se led in ledeniški potoki izdolbli njeno strugo. Reka je zatočišče številnim živalskim vrstam, njeni deli pa so zaščiteni po predpisih Nature 2000.
Porečje obsega 2643 km². Povprečni pretok 32,4 kubičnih metrov na sekundo je nekoliko nižji kot pri pritoku Severnega morja Skjern Å (36,6 kubičnih metrov na sekundo), ki izvira dva kilometra vzhodno-severovzhodno od izvira Gudenå. Zaradi tega je Gudenå najdaljša reka v državi, vendar ne najbolj vodnata reka.
Že od prazgodovine je imela velik zgodovinski in gospodarski pomen za prebivalce Jutlandije, tako kot prometna in transportna pot (tudi z vleko) kot vir energije iz hidroelektrarne.
Zaradi svoje slikovite lege je danes priljubljena destinacija domačih in tujih ljudi, ki si želijo sprostitve predvsem v poletnih mesecih. Priljubljeni so ribolov (npr. na lososa in morske postrvi) in izleti s kanujem.
Obrežja so zelo različna, od visokih dreves in plitvih plaž do goste trave in ruševja. Zgornji tok Gudenåje je zelo gosto poraščen in ima močan tok. Na območju Silkeborga reka Gudenå teče skozi široko razvejano jezersko območje, na bregovih katerega so nekatere od najvišjih danskih vzpetin, kot je 147 m visok Himmelbjerget. V izlivu blizu Randersa reka končno teče skozi renaturirano mokrišče Vorup Enge.